# Diademsifaka
Diademsifaka (Propithecus diadema) är en primat i familjen indrier som förekommer på Madagaskar.

## Utseende och anatomi
Artens päls är mycket färggrann och färgerna varierar vanligen mellan de olika individerna. Huvudet är allmänt vit med en svart fläck som sträcker sig från pannan till nacken. Ansiktet saknar hår och har en svart hud, ögonfärgen är rödbrun. På skuldran och övre delen av ryggen är pälsen svart- till gråaktig. Färgen blir sedan ner mot svansen mera vitaktig och svansen själv är vit. Likaså är bröstet ljusgrå till vitaktig. Extremiteternas päls har en orange till guldgul färg. Fram- och bakfötterna är främst svarta. I södra delen av utbredningsområdet är individerna tydligen mörkare men det är oklart om de utgör en självständig underart.
Vuxna individer når en kroppslängd mellan 50 och 55 cm och därtill kommer en 44 till 50 cm lång svans. Vikten ligger mellan 5 och 8 kg. Så är diademsifakan den näst största arten i delordningen Lemuriformes, efter indrin (Indri indri).

## Utbredning och habitat
Diademsifakan lever endemisk på Madagaskar. Utbredningsområdet sträcker sig längs öns östra kustlinje mellan floden Mananara i norr och floderna Mangoro samt Onive i söder. Habitatet utgörs av regnskogar upp till 1 700 meter över havet.

## Levnadssätt
Denna primat lever i träd och är främst aktiv på dagen. Den klättrar och hoppar från gren till gren och vistas ibland på marken. Diademsifakan bildar grupper med upp till åtta (eller några fler) individer som består av vuxna hannar och honor samt deras ungar. Honorna är dominanta i flocken. Varje grupp har ett revir som är 25 till 60 hektar stort och som markeras med körtelvätska. Per dag vandrar de 500 till 1 700 meter. Kommunikationen sker med olika läten.
Födan utgörs främst av blad, frukter, frön och nya växtskott. På marken äter de även svampar och i sällsynta fall jord.

## Fortplantning
Dräktigheten varar i 170 till 180 dagar och sedan föds oftast i juni ett enda ungdjur (sällan tvillingar). Ungen klamrar sig i början fast vid moderns buk och senare även på ryggen. Honan slutar efter cirka 6 månader med digivning (sällan efter två år). När hannarna når könsmognaden måste de vanligen lämna gruppen medan honor får stanna hela livet.

## Hot
Arten hotas främst av skogsavverkningar och i mindre mått av jakt. IUCN uppskattar att beståndet under de senaste 30 åren (tre generationer) minskade med 50 procent. Därför listas diademsifakan som starkt hotad (endangered).